# 아일랜드 영지
아일랜드 영지(아일랜드어: Tiarnas na hÉireann, 라틴어: Dominium Hiberniae, 영어: Lordship of Ireland)는 1177년에서 1542년까지 잉글랜드 국왕이 "아일랜드 영주"(Lord of Ireland)를 참칭하고 노르만인 영주들을 통해 봉건적 통치를 행했던 기간의 아일랜드를 말한다.
명목상으로는 아일랜드섬 전체가 잉글랜드 국왕의 영지였지만, 실제로는 섬의 일부만이 잉글랜드의 지배 하에 있었다. 잉글랜드 측이 장악한 지역은 때에 따라 넓어지기도 하고 좁아지기도 했다. 아일랜드 영지는 12세기 말 노르만인의 아일랜드 침공에 따라 형성되어 잉글랜드 국왕이 아일랜드 영주를 겸임하고 총독이 그를 대표하였다. 13세기 말에서 14세기 초에 스코틀랜드와의 전쟁과 대기근, 흑사병을 거치며 영국의 지배권은 쇠퇴하였고, 노르만인 영주들은 높은 자치권을 행사하며 일부는 게일화되어 잉글랜드 정부에 반란을 일으키기도 했다. 16세기가 되면 더블린 주변의 작은 지역(더 페일, The Pale)을 제외한 아일랜드섬의 대부분은 잉글랜드의 지배에서 벗어나 있었으나(게일의 재기), 킬데어 백작의 반란을 진압한 헨리 8세가 1542년 "아일랜드 왕국"을 선포한 이후 다시 잉글랜드가 아일랜드섬에 대한 지배력을 확장하기 시작했다.

## 같이 보기
- 아일랜드의 역사
- 아일랜드의 군주